# Soungalo Ouattara
Soungalo Apollinaire Ouattara (* 31. Dezember 1956 in Bobo-Dioulasso, Obervolta, heute Burkina Faso) ist ein Politiker aus dem westafrikanischen Staat Burkina Faso. Er ist der amtierende Präsident der Nationalversammlung Burkina Fasos und gehört dem regierenden CDP an.
Vor seiner Wahl bekleidete Ouattara verschiedene öffentliche Ämter. Er folgt auf Roch Marc Kaboré, der dem Parlament während zwei Legislaturperioden vorstand. Ouattara wurde nach den Parlamentswahlen 2012 an der konstituierenden Sitzung der Nationalversammlung vom 28. Dezember 2012 mit 96 von 127 möglichen Stimmen zum Präsidenten der Nationalversammlung Burkina Fasos gewählt. Sein unterlegener Herausforderer Denis Nikiéma von der UPC erreichte 30 Stimmen, allesamt aus dem Lager der Opposition.

## Privates
Ouattara ist verheiratet und Vater von zwei Kindern.